# Haliclona smithae
Haliclona smithae är en svampdjursart som beskrevs av de Weerdt 2000. Haliclona smithae ingår i släktet Haliclona och familjen Chalinidae.
Artens utbredningsområde är Belize. Inga underarter finns listade i Catalogue of Life.